# Mingala
Mingala ist ein Ort in der Präfektur Basse-Kotto in der Zentralafrikanischen Republik. Er ist der Hauptort der gleichnamigen Unterpräfektur.

## Geographie
Mingala liegt am westlichen Ufer des Kotto und damit an der Grenze zur Präfektur Mbomou.

## Verkehrsnetz
Der Ort ist über Routes Régionales mit der 110 Straßenkilometer weiter westlich gelegenen Stadt Alindao und mit der Route Nationale 2 nahe Kembé im Süden verbunden.

## Klima
Das Klima entspricht dem der immerfeuchten Tropen.